# Själavård
Själavård är inom kristendomen en enskild samtalskontakt som syftar till att utveckla den enskildes andliga liv. Själavårdaren, eller själasörjaren, är ofta en präst, pastor eller diakon, men kan också vara en annan av församlingen utsedd person, till exempel en psykolog, psykoterapeut eller kurator. Det förekommer också att enskilda troende får förtroende för någon mogen, icke officiellt utsedd lekman, exempelvis en munk eller nunna, och rådfrågar honom eller henne i andliga frågor. Ibland kan en sådan person få många anhängare. I rysk-ortodoxa kyrkan kallas en sådan person Starets.
Själavården kan innefatta bikt, det vill säga bekännelse och förlåtelse av synd. I många kyrkor är det förbehållet präster att höra bikt, men i andra kan även lekmän göra detta.
Själavården innefattar ofta moment av tröst, uppmuntran och liknande, men är huvudsakligen något annat än psykoterapi, vars syfte är att behandla psykisk ohälsa.
Själavård är i många kyrkor omgärdad med sekretess. Svenska kyrkan ålägger till exempel sina präster fullständig tystnadsplikt, med risk för att de om de yppar något avsätts från sitt ämbete. Även svenska staten förbjuder att präster, pastorer och motsvarande i domstol hörs som vittnen angående sådant de hört under själavård eller bikt.